# Éric Planès
 (février 2013).
Si vous disposez d'ouvrages ou d'articles de référence ou si vous connaissez des sites web de qualité traitant du thème abordé ici, merci de compléter l'article en donnant les références utiles à sa vérifiabilité et en les liant à la section « Notes et références ».
Pas d'image ? Cliquez ici

a Compétitions nationales et continentales officielles uniquement.

b Matchs officiels uniquement.
Éric Planès, né le 17 octobre 1960 à Lavaur[réf. nécessaire], est un joueur international suisse de rugby à XV évoluant aux postes de centre et de demi d'ouverture.
Il est le fils de José Planès, joueur des années 1950 à 1960 au SC Graulhet alors en première division française.

## Biographie
Il a été formé et a effectué tout son apprentissage de joueur au Sporting Club graulhetois (1967-1986[réf. nécessaire]).
En septembre 1986[réf. nécessaire] il débute dans le championnat suisse comme entraîneur/joueur du Rugby Club CERN puis passe par le Stade Lausanne, le Sporting Club Genève et le Rugby Club Berne.
Très vite sélectionné en équipe nationale suisse, il en porte le maillot pendant près de 10 ans, participe à de nombreuses campagnes européennes FIRA et prend part aux différents matchs de qualification pour les coupes du monde 1991 et 1995.
En suivant il partage le poste d’entraîneur national suisse seniors avec Didier Micalowa et participe aux stages d’entraîneurs nationaux de la FIRA (Agen et Heidelberg). En 1989, avec quelques amis, il est cofondateur des Barbarians suisses.
À l'avènement du professionnalisme (fin des années 1990), il devient un des principaux agents de joueurs avec entre autres des joueurs internationaux tels que Yannick Jauzion, Sébastien Bruno, Jean Bouilhou. Par la suite, il est un temps secrétaire général du syndicat des agents de joueurs de rugby Français.
Reconverti dans le milieu financier, il vit à Genève où il a couvert, comme consultant sportif pour le journal La Tribune de Genève les coupes du monde de rugby 2007 et 2011.

## Carrière d'entraîneur
- Équipe cadet et junior Crabos du Sporting Club graulhetois
- Entraîneur/joueur de tous les clubs Suisse pré-cités
- Entraîneur suisse cadet[Quoi ?]
- Entraîneur suisse junior[Quoi ?] (championnat du monde FIRA à Trévise et Toulouse)
- Co-entraîneur suisse senior
- Responsable sportif école de rugby

## Palmarès
- Champion de Suisse[Quand ?]
- Vainqueur de la coupe de Suisse[Quand ?]